# Rescued from an Eagle's Nest
Rescued from an Eagle's Nest és una pel·lícula muda de la Edison Manufacturing Company dirigida per J. Searle Dawley i filmada per Edwin S. Porter. Es tracta de la primera pel·lícula protagonitzada per D.W. Griffith, que actuà amb el sobrenom de Lawrence Griffith. L'actor, necessitat de diners per la fallida de la seva darrera obra teatral, va intentar vendre a la productora un guió basat en l'opera Tosca, que no va convèncer, però el van contractar com a actor. La pel·lícula es va estrenar el 16 de gener de 1908.

## Argument
Un llenyataire surt d'una barraca seguit d'una dona amb el seu nadó. A prop, alguns homes tallen un arbre. El nadó es queda sol fora de la barraca i una àguila se l'enduu volant. La mare surt fora i veu què ha passat, agafa una pistola i apunta, però decideix no disparar veient que amb la caiguda el nadó es mataria. Demana ajut als llenyataires i arriben al penya-segat on es troba el niu de l'àguila. Un dels homes es deixa anar amb una corda cap al niu. L'àguila ataca però ell la mata llençant-la contra el cingle. Després d'agafar el nadó és hissat del penya-segat i pot tornar el nadó a la seva mare.

## Repartiment
- D. W. Griffith (llenyataire)
- Henry B. Walthall (llenyataire)
- Miss Earle (la mare)
- Jinnie Frazer (el nadó)